# Miloslav Chlupáč

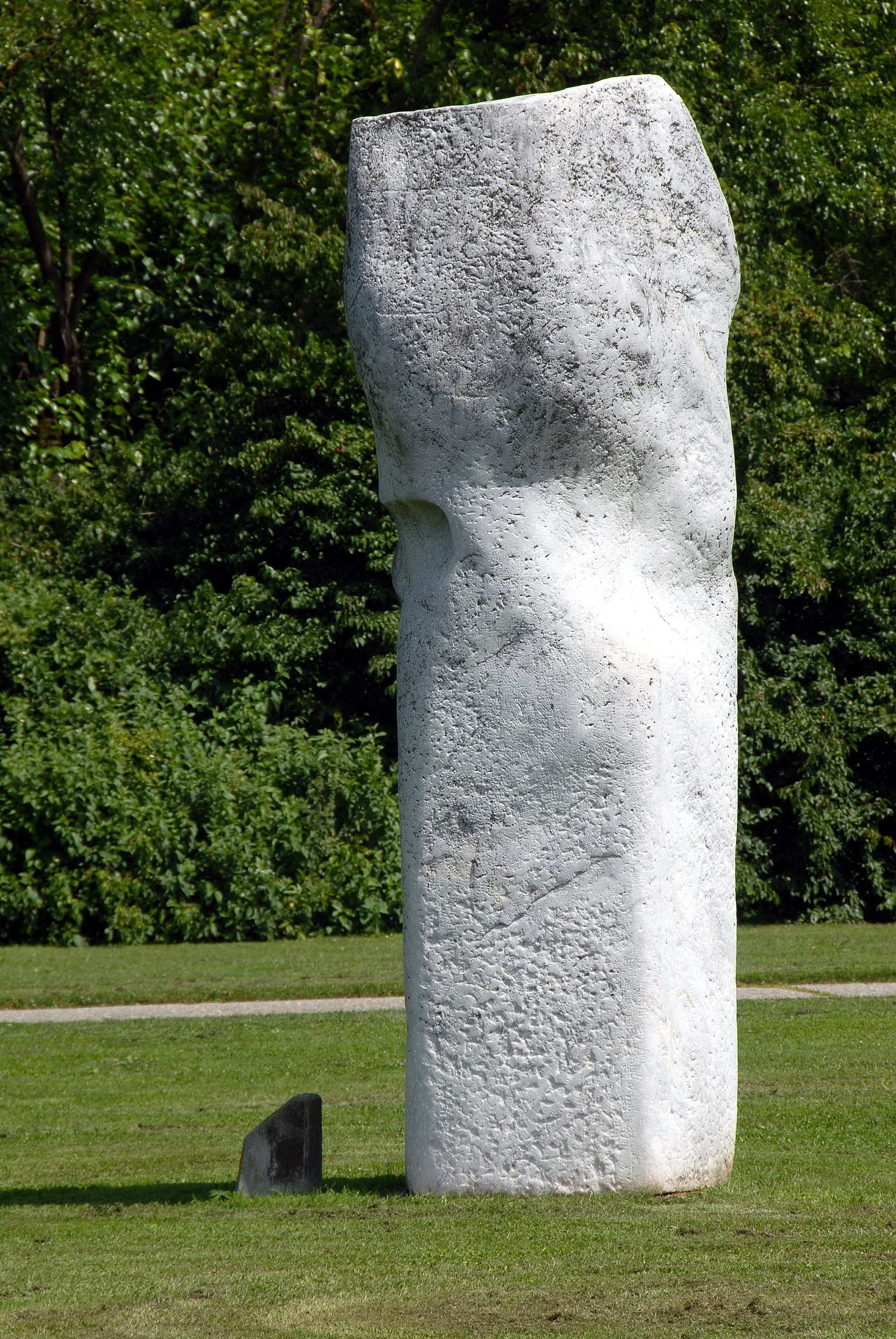
Steinsäule in Klagenfurt

Miloslav Chlupáč (Benešov, 10 juli 1920 - Praag, 30 november 2008) was een Tsjechische beeldhouwer.

## Leven en werk
Chlupáč werd van 1941 tot 1947 tot beeldhouwer opgeleid bij Josef Wagner aan de Academie voor Architectuur en Design 
(Vysoké škole uměleckoprůmyslové VSUP) in Praag. In 1962 had hij zijn eerste solo-expositie in Praag.
Hij nam deel als steenbeeldhouwer deel aan vele symposia in Europa, onder andere in:
- Sankt Margarethen im Burgenland in Oostenrijk (Symposion Europäischer Bildhauer 1963 en 1964)
- Vyšné Ružbachy (Okres Stará Ľubovňa) in Slowakije (Internationaal beeldhouwersymposium 1965 en 1966)
- Bildhauersymposion Marmorsteinbruch Krastal bij Villach in de Oostenrijkse deelstaat Karinthië (1967)
- Symposium de sculpture Grenoble (1967; ter gelegenheid van de Olympische Winterspelen 1968)
- Mexico-Stad (Ruta de la Amistad; ter gelegenheid van de Olympische Zomerspelen 1968)
- Bildhauersymposion Oggelshausen (1969)
- Bildhauersymposion Krastal in het Europapark, Klagenfurt (1969)
- Villány (International Stone Sculptor Symposium 1971)
- Portorož (Symposium Forma Viva in Slovenië 1981)
- Merzig (Symposium Steine an der Grenze 1988)
- Salzburg (Stone Sculpture Symposium van de Internationale Sommerakademie Salzburg 1988)
- Beeldenpark symposium Hořice in Hořice (1994)

De kunstenaar leefde en werkte tot zijn dood in 2008 in Praag.

## Werken (selectie)
- Dvě figury (1960) in Ostrava
- Dvoice (1962 en Stůl (1962/63) in Sankt Margarethen im Burgenland
- Figura (1964) en Brána (1966) in Vyšné Ružbachy
- Dvě figury (1967) in Ostrava
- Sculpture (1967), Olympisch dorp in Grenoble
- Las tres Gracias[2](1968), Ruta de la Amistad in Mexico-Stad
- Stéla (1969), Skulpturenfeld Oggelshausen in Oggelshausen
- Zonder titel (1971), Szoborpark Nagyharsány in Villány
- Sloupy (1972) en Kariatidy (1975) in Karlovy Vary
- Hlava (1982) en Mramorová plastika (1987) in Videň
- Hraniční kameny (1987/88) in Merzig (Steine an der Grenze)
- Torzo (1988) in Jihlava
- Hlava (1993) in Praag
- Steinsäule (1994) in het Europapark in Klagenfurt
- Lying (1994), beeldenpark in Hořice
- Liggende figuur (1999), park in Praag